# Mikael Damberg
Mikael Damberg (* 13. Oktober 1971 in Solna, Schweden) ist ein schwedischer Politiker (SAP) und war bis 2022 Finanzminister in der Regierung Andersson.

## Leben
Mikael Damberg wurde als Sohn des Diplomaten und sozialdemokratischen Politikers Nils Gösta Damberg in Solna, einem Vorort von Stockholm, geboren. Er arbeitete von 1995 bis 1997 als Sachverständiger für den Verteidigungsminister Thage G. Peterson und von 1997 bis 1999 für den Ministerpräsidenten Göran Persson. 2000 schloss er sein Studium der Verwaltungswissenschaft an der Universität Stockholm ab. Von 1994 bis 2002 war Damberg Mitglied des Gemeinderats von Solna, zuständig für Kultur und Freizeit.

### SSU-Vorsitzender
Dambergs politische Karriere begann im Sveriges socialdemokratiska ungdomsförbund (SSU), der Jugendorganisation der schwedischen sozialdemokratischen Partei. 1999 setzte sich Damberg, der als Vertreter des rechten Parteiflügels galt, bei der Wahl zum SSU-Vorsitzenden knapp gegen Luciano Astudillo durch. Er kündigte an, die seit Anfang der 1990er Jahre herrschenden Flügelkämpfe schlichten zu wollen. Mehrere Regionalverbände warfen Damberg jedoch vor, den SSU nach rechts zu treiben, und boykottierten seine Wiederwahl im Jahr 2001. Im August 2003 wurde er von Ardalan Shekarabi abgelöst. Als SSU-Vorsitzender sorgte Damberg unter anderem dafür, dass der Begriff Sozialismus aus dem Grundsatzpropramm des SSU gestrichen wurde.

### Reichstagsmitglied
Bei der Reichstagswahl 2002 zog Damberg zum ersten Mal in den Schwedischen Reichstag ein. Dort gehörte er bis 2012 dem Bildungsausschuss an, dessen stellvertretender Vorsitzender er ab 2010 war. Besondere Aufmerksamkeit erhielt er für seinen Antrag zur Abschaffung des Königshauses und Einführung der Republik im Dezember 2002.
Nach Mona Sahlins Rücktrittsankündigung gab Damberg 2011 seine Kandidatur als Parteivorsitzender der Sozialdemokraten bekannt. Der Wahlausschuss der Partei nominierte jedoch Håkan Juholt für dieses Amt, der am 25. März 2011 auch vom Parteitag gewählt wurde. Nach Juholts Rücktritt im Januar 2012 wurde Stefan Löfven Parteivorsitzender, der Damberg zum Fraktionsvorsitzenden der Sozialdemokraten im Reichstag machte. Löfven und Damberg galten zusammen mit der wirtschaftspolitischen Sprecherin Magdalena Andersson und der Generalsekretärin Carin Jämtin als Hoffnungsträger der Partei und wurden von Medien als „fantastische Vier“ bezeichnet. Da der Parteivorsitzende Löfven kein Reichstagsmandat innehatte, vertrat Damberg ab 2012 die Sozialdemokraten bei den regelmäßigen Debatten der Parteivorsitzenden im Reichstag.
Im Oktober 2013 wurde Damberg dafür kritisiert, dass er eine Reichstagsabstimmung zur Erhöhung des Steuerfreibetrags verpasst hatte. Dadurch konnte die bürgerliche Regierung die Erhöhung mit einer Stimme Mehrheit durchsetzen.

### Minister
Bei der Reichstagswahl 2014 erhielt der rot-grüne Block eine Mehrheit und Damberg wurde Wirtschafts- und Innovationsminister in der Regierung Löfven I. In dieser Funktion war er unter anderem für das staatliche Energieunternehmen Vattenfall zuständig und überwachte den Verkauf der Braunkohlesparte an die tschechische EPH-Gruppe. Außerdem setzte er sich für stärkere Handelsbeziehungen mit Saudi-Arabien ein.
Von Januar 2019 bis November 2021 war Damberg Innenminister in den Regierungen Löfven II und Löfven III. Im Mai 2019 warb er für die Einrichtung eines internationalen Tribunals, das IS-Terroristen europäischer Herkunft direkt in der früheren Kriegsregion verfolgen solle. Im September 2019 lud Damberg alle im Reichstag vertretenen Parteien außer den Schwedendemokraten zu Gesprächen ein, in denen über Maßnahmen zur Bekämpfung von Bandenkriminalität beraten werden sollte. Diese überparteilichen Gespräche scheiterten jedoch nach wenigen Wochen, nachdem die bürgerlichen Moderaten, Christdemokraten und Liberalen aufgrund der mangelnden Kompromissbereitschaft der Regierung ihren Austritt erklärten.
Beobachter schreiben Damberg eine zentrale Rolle in den Verhandlungen zur Abwendung der Regierungskrise im Dezember 2014 und zur Regierungsbildung mit den bürgerlichen Parteien nach der Reichstagswahl 2018 zu.
Damberg war Finanzminister in der Regierung Andersson, die vom 30. November 2021 bis zum 18. Oktober 2022 amtierte, und damit Nachfolger der zur Ministerpräsidentin aufgestiegenen Magdalena Andersson.